# LARS-2
Реактивна система залпового вогню (РСЗВ) «Lars-2» (нім. Leichtes Artillerie-Raketen-System, «легка артилерійська ракетна система») — модернізована реактивна артилерійська система з рівня ЛАРС-1 виробництва ФРН часів холодної війни з Радянським Союзом. Призначена для знищення передових розрахунків бойової техніки, розосередженої живої сили противника, артилерійських розрахунків та дистанційного мінування місцевості.
Ракети ЛАРС-2 110 мм калібру. Система монтувалася на легкоброньованих вантажівках Magirus або MAN 6x6. 36 ракет монтувалися по 2 18-ракетні кластери. ЛАРС-1 були прийняті на озброєння 1969 року. У 1980-83 роках були модернізовані до рівня ЛАРС-2. Зняті з озброєння починаючи з 1998 року й замінені на M270 MLRS. Установки LARS-2 передані збройним силам Греції та Туреччини.
Система «Lars-2» є результатом виконання програми модернізації РСЗВ LARS-1, прийнятої на озброєння бундесверу в 1969 році. З 1980 по 1983 роки згідно з цією програмою були модернізовані всі перебуваючи на озброєнні бундесверу 209 пускових установок LARS-1. Широка номенклатура боєприпасів, що включає снаряди і суббоєприпаси осколково-фугасної, осколково-кумулятивної і димової дії, міни для протитанкового і протипіхотного мінування місцевості забезпечують можливість ураження цілей різних типів — живої сили, бронетехніки, фортифікаційних споруд і пунктів.

## Характеристика
Модернізація насамперед торкнулася пускової установки. Колісне шасі застарілого вантажного автомобіля «Magirus-Deutz» було замінено на шасі автомобіля високої прохідності MAN, у багатомісної кабіні якого розміщені розрахунок і апаратура управління вогнем. Двигун — дизельний MAN потужністю 260 л. с. Ходова частина виконана по колісній формулі 6×6 і забезпечена централізованою системою регулювання тиску повітря у шинах. Артилерійська частина, що являє собою два броньованих пакета по 18 стволів у кожному, змонтована на платформі кругового обертання над задніми осями шасі. У вертикальній площині ракети можуть наводитися на ціль у діапазоні кутів від 0 ° до + 50 °. Наведення здійснює навідник, місце якого знаходиться між пакетами стовбурів. Стійкість пускової установки під час стрілянини забезпечується за допомогою двох гідравлічних домкратів, на яких вивішується кормова частина шасі при перекладі установки у бойове положення.
Стрільба може вестися 110 мм некерованими снарядами (ППР), що входять у боєкомплект РСЗВ LARS-1, а також вдосконаленими НУР з дальністю стрільби до 25 км, для яких були розроблені нові головні частини:
- касетна DM-711, споряджена п'ятьма протитанковими мінами АТ-2. Міни викидаються з касетної ГЧ на висоті близько 1,2 км і опускаються на парашутах. Перед самим приземленням парашут відділяється, а впала на землю міна за допомогою пружних лапок встановлюється у бойове положення — кумулятивної воронкою вгору. З корпусу висувається штирьовий датчик. Час самоліквідації встановлюється перед стрільбою і може бути від кількох годин до кількох діб. Кумулятивний заряд міни здатний пробивати броню товщиною до 140 мм.
- димова, що містить 8,4 кг димоутворювальною суміші, що підвищило стійкість димової завіси з 12 до 15 хвилин.
- касетна ГЧ з 65 кумулятивно-осколковими елементами М42 або М77 американського виробництва. Призначена для ураження відкрито розташованої живої сили і військової техніки, легкоброньованих бойових машин, а також для контрбатарейної боротьби. Кожен бойовий елемент має радіус суцільного ураження осколками до 3-4 м і здатний пробивати броню товщиною до 40 мм.

РСЗВ LARS-2 має вдосконалену систему управління вогнем FIELD GUARD, що забезпечує пристрілювання репера і автоматичне визначення необхідних поправок для ведення залпового вогню. Система FIELD GUARD включає радіолокатор стеження за траєкторіями ракет і ЕОМ. Одна система обслуговує чотири ПУ LARS-2. В даний час з'явився новий варіант цієї системи — FIELD GUARD Мk2, який має більш високу вогневу продуктивність.
На пусковій установці змонтована також апаратура REPAG, призначена для перевірки ракет, установки часу спрацьовування детонатора бойової частини і вибору режиму запуску ракет.
Пускова установка може долати підйоми до 30°, має гарну прохідність на пересіченій місцевості. Без попередньої підготовки вона може форсувати брід глибиною 1,2 м. До складу обладнання входять засоби радіозв'язку, навігаційна апаратура і засоби пожежогасіння.